# Errenteria
Errenteria település Spanyolországban, Gipuzkoa tartományban. Errenteria Donostia-San Sebastián, Pasaia, Lezo, Spain, Oiartzun, Goizueta, Arano, Hernani és Astigarraga községekkel határos. Lakosainak száma 39 352 fő (2024).

## Népesség
A település népessége az utóbbi években az alábbiak szerint változott:
| Lakosok száma | 38 903 | 38 141 | 37 853 | 38 767 | 39 217 | 39 230 | 39 381 | 39 471 | 39 219 | 39 352 |
|               | 2001   | 2004   | 2006   | 2009   | 2011   | 2014   | 2016   | 2019   | 2021   | 2024   |